# لوتومک

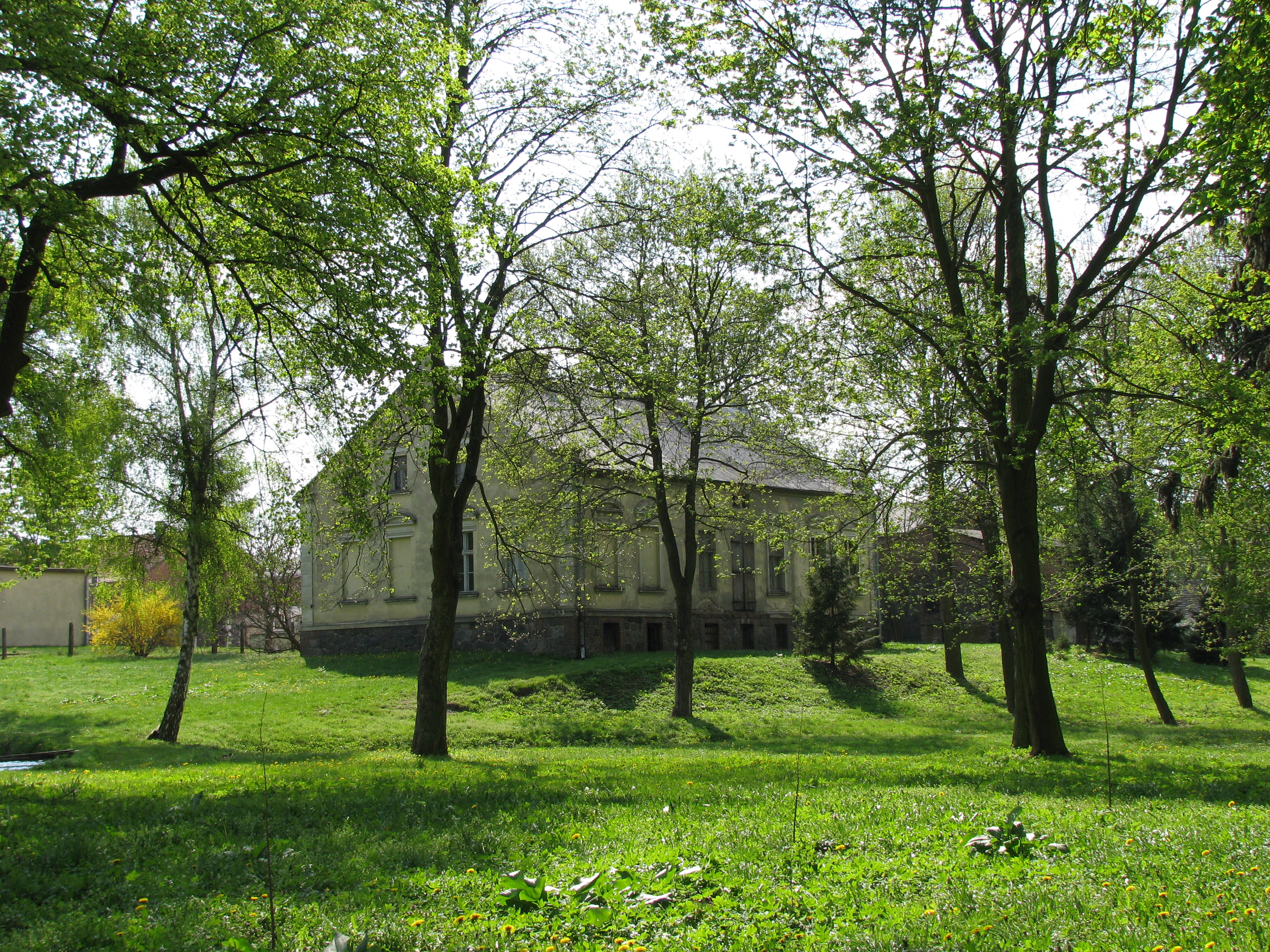
روستای لوتومک

لوتومک (به لاتین: Lutomek) یک روستا در لهستان است که در گمینا شراکوو واقع شده‌است. لوتومک ۱۹۰ نفر جمعیت دارد.